# Gottlieb Duttweiler
 (juin 2009).
Si vous disposez d'ouvrages ou d'articles de référence ou si vous connaissez des sites web de qualité traitant du thème abordé ici, merci de compléter l'article en donnant les références utiles à sa vérifiabilité et en les liant à la section « Notes et références ».
Gottlieb Duttweiler, né le 15 août 1888 à Zurich, dans le canton de Zurich, et mort le 8 juin 1962 à Rüschlikon, dans le canton de Zurich, est un entrepreneur et homme politique suisse. Il est le fondateur de la coopérative Migros et du parti l'Alliance des Indépendants.

## Jeunesse
Jeune étudiant, il commence un apprentissage commercial auprès de la société Pfister & Sigg, magasin de denrées coloniales. En 1913, alors âgé de 25 ans, il épouse Adele Bertschi.
Continuant sa carrière dans cette société, il en devient associé 10 ans plus tard. Il effectue pour elle de nombreux séjours à l'étranger, mais en 1923, la société Sigg & Duttweiler est liquidée.
La même année, il émigre au Brésil, pour y prendre la direction d'une plantation de café. Le climat éprouvant met toutefois fin au projet au bout d'un an.

## Migros
À la suite de ces nombreuses expériences, il désire fonder une organisation commerciale sans intermédiaire. La société anonyme Migros SA est donc fondé en 1925 pour suivre ce but : une organisation commerciale sans intermédiaire (d'où le nom Migros : "moitié grossiste"). La société achète cinq camions Ford T qui servent de magasin ambulant, avec six articles de base (café, riz, sucre, pâtes, graisse de coco et savon), qu'il offre parfois à un prix de 40 % inférieur à celui de la concurrence.
Fort de cette réussite, il crée en 1935 l'agence de voyages Hotelplan et se lance dans la presse avec Die Tat (quotidien de 1939 à 1977).
L'année 1941 représente un tournant important par la décision de donner la propriété de l'entreprise à ses clients et transforme pour cela Migros en coopérative. Pour des raisons morales, il interdit la vente d'alcool et de tabac dans les Migros.
En 1948, il inaugure à Zurich le premier magasins en libre-service de Suisse, inspiré du modèle américain. C'est la même année qu'est créée l'École-club Migros qui favorise la formation des adultes.
En 1954, la coopérative Migros étend ses activités à la distribution d'essence (Migrol).
Toujours à la recherche de nouveaux projets, lui et sa femme Adèle Duttweiler donnent leur propriété de 45 000 m2 à Rüschlikon pour créer un parc d'attraction et de loisir, le "Près vert" en 1956.
En 1962, sa dernière création, l'"Institut Gottlieb Duttweiler", ouvert en 1963, ce « laboratoire d'idées » analyse et discute des aspects liés à la consommation, au commerce et à la société, mais il meurt avant la fin du projet.
Il doit constamment se battre contre ses concurrents qui acceptent mal son irruption dans la vie économique et ses méthodes nouvelles. Finalement, Migros devient l'une des deux principales entreprises de distribution en Suisse avec Coop.

## La politique
En 1934 Duttweiler fait partie, avec Georges Oltramare, du comité ad-hoc patronné par Arthur Fonjallaz (qui donne son nom à l'initiative) proposant de modifier l'article 56 de la Constitution fédérale qui garantit le droit d'association en excluant explicitement les « sociétés franc-maçonniques, les loges maçonniques et Odd Fellows » ainsi que « les associations affiliées ou similaires », qui seraient interdites sur le territoire de la Confédération. Cette participation avec deux fascistes notoires, condamnés plusieurs années après pour espionnage au profit du Troisième Reich allemand pose la question de son accointance avec les courants les plus fascistes du monde politique d'alors. 
Duttweiller est également conseiller national de 1935 à 1940 puis de 1943 à 1949. En 1949, il remplace Friedrich Traugott Wahlen au Conseil des États mais ne parvient pas à conserver son siège lors des élections de 1951. Il siège à nouveau au Conseil national jusqu'à sa mort en 1962.
En 1967, soit cinq ans après son décès, son parti de l'Alliance des Indépendants atteint l'effectif maximum de 16 sièges au Conseil national et d'un au Conseil des États, prenant ainsi le rang de premier parti suisse d'opposition. Mais le parti n'obtient plus qu'un seul siège en 1999, puis aucun au niveau fédéral depuis 2003, ce qui provoque finalement sa dissolution.
Durant sa carrière, Duttweiler a des contacts avec Antoine Pinay.

## Film
Dutti : Monsieur Migros, 2007, Martin Witz